# 巴西盲鰻
巴西盲鰻，（學名：Myxine sotoi）為盲鳗科盲鰻屬的其中一種，被IUCN列為易危保育類動物，分布於西南大西洋巴西海域，為深海魚類，棲息深度690-810公尺，體延長呈圓柱狀，體後方側扁，眼退化為皮膚所覆蓋，6對鰓囊，前鰓孔28-38個、軀幹孔61-73個、尾部孔11-13個，總計101-119個，體色白色略帶桃紅色，體長可達52公分，棲息在泥底質海域，將身體埋入泥中，屬肉食性，沒有交配器官，性腺位於腹膜腔內，卵巢位於性腺的前部，睾丸位於性腺的後部，若性腺的顱部發育，則動物成為雌性；若性腺的尾部發生分化，則動物成為雄性，生活習性不明。